# Jerzy Ulczyński
Jerzy Ulczyński (ur. 27 lipca 1951 w Opolu) – polski wioślarz, trener, olimpijczyk z Monachium 1972 i Montrealu 1976.

## Kariera sportowa
Pierwszy sukces na arenie międzynarodowej zanotował w Mistrzostwach świata Juniorów w 1969 roku zdobywając brązowy medal w czwórce ze sternikiem w składzie: Leszek Drula, Jerzy Ulczyński, Bogdan Trelelis, Marek Górzeński, sternik-Zbigniew Domachowski.
Na mistrzostwach świata w St. Catharines (Kanada) 1970 roku był członkiem osady ósemki ze sternikiem (członkami osady byli: Jan Kocis, Jan Mazgajski, Jerzy Ulczyński, Krzysztof Marek, Marian Siejkowski, Jan Młodzikowski, Marian Drażdżewski, Piotr Miłosiński, sternik-Ryszard Kubiak), która zajęła 6. miejsce w finale A. W finale tym startowało 7 osad. Trenerem tej osady był mgr Kazimierz Naskręcki.
Na mistrzostwach Europy w Kopenhadze 1971 roku był członkiem osady ósemek, która zajęła 10. miejsce. Na mistrzostwach Europy w roku 1973 wystartował w dwójce ze sternikiem (partnerami byli:Ryszard Kubiak (sternik), Grzegorz Stellak). Polska osada zajęła 6. miejsce.
Na igrzyskach olimpijskich w 1972 roku w Monachium był członkiem osady ósemek (partnerami byli:Ryszard Giło, Marian Siejkowski, Krzysztof Marek, Jan Młodzikowski, Grzegorz Stellak, Marian Drażdżewski, Sławomir Maciejowski, Ryszard Kubiak (sternik)), która zajęła 6. miejsce.
Na mistrzostwach Europy w Moskwie 1973 roku startował w dwójce ze sternikiem zajmując 6. miejsce w składzie: Jerzy Ulczyński, Grzegorz Stellak, sternik-Ryszard Kubiak. 
Na mistrzostwach świata w Lucernie 1974 roku startował w dwójce ze sternikiem zajmując 7. miejsce w składzie: Jerzy Ulczyński, Grzegorz Stellak, sternik-Ryszard Kubiak.
Na mistrzostwach świata w Nottingham 1975 roku był członkiem osady ósemek, która zajęła 10. miejsce.
Na igrzyskach olimpijskich w 1976 roku w Montrealu wystartował w czwórce ze sternikiem (partnerami byli: Jerzy Broniec, Adam Tomasiak, Ryszard Burak, Włodzimierz Chmielewski (sternik)), która zajęła 8. miejsce.
Zdobył 8 razy Mistrza Polski w latach 1970-1976. Dobrze zapowiadającą się karierę przerwała poważna kontuzja kręgosłupa w grudniu 1976 roku. 
Reprezentował barwy AZS Szczecin i Zawiszy Bydgoszcz.